# دهستان علی‌آباد (تفت)
دهستان علی‌آباد (تفت) نام دهستانی در بخش مرکزی شهرستان تفت، استان یزد در ایران است. براساس سرشماری مرکز آمار ایران در سال ۱۳۸۵، جمعیت آن ۲۴۷۳ نفر (۸۴۹ خانوار) بوده‌است.